# Јапанско море
Јапанско море је део Тихог океана, налази се између Јапанских острва Хокаидо, Хоншу и Кјушу на истоку, Корејског полуострва на западу, и Русије и острва Сахалин на северу. Као и Средоземно морe, оно скоро да нема плиме и осеке због скоро потпуног ограђивања Тихог океана.
Јапанско море је повезано са другим морима преко шест мореуза: 
- Татарски мореуз између азијског континента и острва Сахалин, који га повезује са Охотским морем;
- Мореуз Ла Перуз између острва Сахалин и Хокаидо, који га повезује са Охотским морем;
- Мореуз Цугару између острва Хокаидо и Хоншу, који га повезује Тихим океаном;
- Камон мореуз између острва Хоншу и Кјушу, који га повезује са Тихим океаном;
- Цушима мореуз између острва Кјушу и Цушима, који га повезује са Тихим океаном;
- Корејски мореуз између острва Цушима и Корејског полуострва, који га повезује са Источним кинеским морем.

Има максималну дубину од 3.472 метра, а просечна дубина му износи 1.752 метра. Његова површина износи 978.000 километра квадратних. Дно Јапанског мора има три главна басена: Јамато на југоистоку, Јапански басен на северу и Цушима басен на југозападу. Јапански басен је најдубљи, док је Цушима басен најплићи. 
Север и и југоисток мора су сектори богати рибом. Значај риболова у Јапанском мору показује и сукоб Јапана и Јужне Кореје око права над Лианкурским стенама. Оно је такође значајно због минерала који се налазе у њему, пре свега песка и магнетита. Има такође и природног гаса и нафте. Растом еконамија источноазијских држава, Јапанско море је постало значајан трговачки поморски пут. 
У Јужној Кореји га зову „источно море“, а у Северној Кореји га зову „источно корејско море“. Иако се обе Кореје противе томе, „Јапанско море“ је званично име које су прихватиле Светска хидрографска организација 1928. и Уједињене нације. 

## Имена
Јапанско море је доминантни израз који се у енглеском језику користи за ово море, а назив на већини европских језика је еквивалентан, али се понекад назива различитим именима у земљама у околини овог мора.
Море се зове Rìběn hǎi (日本海, дословно „Јапанско море“) или оригинално Jīng hǎi (鲸海, дословно „Море китова“) у Кини, Јапанско море (Японское море, дословно „Јапанско море“) у Русији, Chosŏn Tonghae (조선동해, дословно „Корејско источно море“) у Северној Кореји и Donghae (동해, дословно „Источно море“) у Јужној Кореји. Постоји спор око имена мора, при чему Јужна Кореја промовише енглески превод свог изворног имена као Источно море.

### Спор о именовању
Употреба термина „Јапанско море” као доминантног назива је спорна. Јужна Кореја жели да се користи назив „Источно море“, било уместо или поред „Јапанско море;“ док Северна Кореја преферира назив „Источно море Кореје“.
Главно питање у спору врти се око неслагања око тога када је назив „Јапанско море“ постао међународни стандард. Јапан тврди да је термин био међународни стандард најмање од почетка 19. века, док Кореје тврде да је термин „Јапанско море“ настао касније док је Кореја била под јапанском влашћу, а пре те окупације, други називи као што су „Море Кореје“ или „Источно море“ коришћени су на енглеском. Море се назива Јапанско море према Енцицлопедији Британика. Године 2012, Међународна хидрографска организација (IHO), међувладина организација која води публикацију у којој се наводе границе океана и морских подручја широм света, одустала је од свог последњег од неколико покушаја у последњих 25 година да ревидира своју публикацију имена мора. Ово је првенствено због недостатка договора између Кореје и Јапана око питања именовања. У септембру 2020. године, IHO је најавила да ће усвојити нови нумерички систем, познат и као „С-130”. У новембру 2020. године, С-23, претходна верзија наутичке карте направљене 1953. године, је објављена као публикација IHO како би се демонстрирао еволуциони процес од аналогне до дигиталне ере. IHO је одобрила предлог нове званичне наутичке карте. Нови графикон ће бити означен нумеричким идентификатором без имена.

## Историја
Вековима је ово море штитило Јапан од копнених инвазија, посебно Монгола. Дуго су њиме пловили азијски, а од 18. века и европски бродови. Руске експедиције 1733–1743 мапирале су Сахалин и јапанска острва. Током 1780-их, Француз Жан-Франсоа де Гало, гроф де Лаперуз, путовао је на север преко мора кроз мореуз који је касније назван по њему. Године 1796, британски поморски официр Вилијам Роберт Бротон истраживао је Татарски мореуз, источну обалу руског Далеког истока и Корејско полуострво.
Амерички, канадски и француски китоловци крстарили су у потрази за китовима овим морем између 1847. и 1892. године. Већина је ушла у море преко Корејског мореуза и изашла преко мореуза Ла Перуза, док су неки ушли и изашли преко Цугару мореуза. Они су првенствено циљали на праве китове, али су почели да хватају грбаве како је улов правих китова опадао. Такође су покушавали да лове плаве и китове перајаре, али су ове врсте увек потањале након што су убијене. Прави китови су се хватани од марта до септембра, са највећим уловом у мају и јуну. Током врхунца 1848. и 1849. године укупно је преко 170 пловила (преко 60 у 1848. години и преко 110 у 1849. години) крстарило Јапанским морем, са знатно мањим бројем у наредним годинама.